# Omer Avital
Omer Avital (Givatayim, 13 mei 1971) is een Israëlisch/Amerikaanse jazzcontrabassist, -componist en orkestleider.

## Biografie
Avital werd geboren in de stad Givatayim uit Marokkaanse en Jemenitische ouders. Op 11-jarige leeftijd begon hij zijn formele opleiding en studeerde klassieke gitaar aan het Givatayim Conservatorium. Bij het binnenkomen van Thelma Yellin, Israëls toonaangevende middelbare school voor de kunsten, schakelde Avital over op akoestische bas en begon hij jazz te studeren en te arrangeren. Op 17-jarige leeftijd begon Avital professioneel te spelen in jazz-, pop- en folkmuziekbands en trad hij regelmatig op op de nationale televisie, radio en op jazzfestivals. Hij bracht een jaar door in het Israeli Army Orchestra en verhuisde vervolgens in 1992 naar New York, waar hij professioneel begon met spelen, opnemen en toeren.
Na aankomst in New York in 1992, begon Avital te spelen in bands met Roy Haynes, Jimmy Cobb, Nat Adderley, Walter Bishop jr., Al Foster, Kenny Garrett, Steve Grossman, Jimmy Lovelace en Rashied Ali. In 1994 begon hij samen te werken met pianist Jason Lindner, met wie Avital zijn eigen bands en bigband begon te leiden tijdens de after-hours sessies in de Smalls Jazz Club in Greenwich Village. In 1995 en 1996 maakte Avital indruk op het New Yorkse jazzcircuit met een reeks doorbraken van pianoloze bands in de originele Smalls Jazz Club, waaronder een klassiek sextet met vier saxofoons, bas en drums, afwisselend met de saxofonisten Myron Walden, Mark Turner, Gregory Tardy, Joel Frahm, Charles Owens, Grant Stewart, Jay Collins en Jimmy Greene en de drummers Ali Jackson, Joe Strasser en Daniel Freedman. Hij was het onderwerp van veel voorkomende eigenschappen in The New York Times.
Een aantal van deze sessies is opgenomen en uitgebracht onder het platenlabel Smalls. In 1997 produceerde Impulse! Records de compilatie Jazz Underground: Live at Smalls, die verschillende opnamen van het kwartet van Avital bevatte. Hij tekende om zijn debuutalbum Devil Head het volgende jaar op te nemen, maar het werd nooit uitgegeven. In 2001 bracht Avital zijn debuutalbum Think With Your Heart uit, met Gregory Tardy, Jay Collins, Myron Walden, Joel Frahm, Jimmy Greene, Joshua Levitt, Daniel Freedman en Marlon Browden. In 2003 keerde Avital terug naar Israël, waar hij drie jaar klassieke compositie, Arabische muziektheorie, oud en traditionele Israëlische muziek studeerde. In 2005 keerde Avital terug naar New York en bracht drie albums uit, waaronder twee uit de opname-archieven van Smalls en een vierde met de band Third World Love. In 2006 werd Avitals album Asking No Permission genoemd in vele top tien lijsten.
In 2009 richtten Avital en Ravid Kahalani Yemen Blues op, een wereldmuziekensemble dat Jemenitische muziek combineert met funk, blues en jazz. In 2011 bracht Yemen Blues hun debuutalbum Yemen Blues uit. Naast het spelen van de bas en alt was Avital de producent en arrangeur. Hij bleef tot 2012 bij Yemen Blues. Avital bracht in 2012 twee albums uit, een met Aaron Goldberg en Ali Jackson jr. als Yes! Trio en Suite of the East, dat lovende kritieken kreeg en door het radiostation TSF Jazz werd uitgeroepen tot «Best Album of 2012». In 2013 bracht hij zijn album New Song uit bij het Franse label Plus Loin Music. New Song werd op 4 november 2014 in de Verenigde Staten uitgebracht bij Motéma Music. Het album Abutbul Music van Avital werd in maart 2016 wereldwijd uitgebracht bij het in Parijs gevestigde Jazz Village-label van Harmonia Mundi.

## Onderscheidingen
- 2008: Prime Minister's Award, Israel
- 2011: ASCAP Foundation Vanguard Award

## Discografie

### Als leader
- 2001: Think Met Your Heart
- 2006: Arrival
- 2006: Asking No Permission
- 2006: The Ancient Art of Giving
- 2007: Room to Grow
- 2011: Free Forever
- 2011: Live at Smalls
- 2012: Suite of the East
- 2014: New Song (Motéma Music)
- 2016: Abutbul Music (Harmonia Mundi)
- 2018: Qantar (Zamzama Records)
- 2020: Qantar: New York Paradox (Zamzama Records)

### Als co-leader/sideman
Met Third World Love
- 2002: Third World Love Songs
- 2004: Avanim
- 2006: Sketch of Tel Aviv
- 2008: New Blues
- 2012: Songs and Portraits

Met Yes! Trio (Aaron Goldberg en Ali Jackson jr.)
- 2012: Yes!
- 2019: Groove du jour

Met New Jerusalem Orchestra
- 2011: Ahavat Olamim

Met Yemen Blues
- 2011: Yemen Blues

Met Debka Fantasia
- 2009: Debka Fantasia

Met Anat Cohen
- 2008: Notes from the Village
- 2007: Poetica

Met Marlon Browden
- 2005: The Omer Avital Marlon Browden Project

Met OAM Trio (Aaron Goldberg en Marc Miralta)
- 1999: Trilingual
- 2002: Flow
- 2003: Live in Sevilla (met Mark Turner)
- 2005: Now & Here

Met Avishai Cohen
- 2007: After The Big Rain
- 2010: Introducing Triveni
- 2012: Triveni II
- 2014: Dark Nights

Met Claudia Acuña
- 2009: En Este Momento

Met Omer Klein
- 2008: Introducing Omer Klein

Met 3 Cohens (Anat Cohen, Avishai Cohen en Yuval Cohen)
- 2007: Braid

Met Jason Lindner
- 2000: Premonition
- 2004: Live/UK
- 2006: Ab Aeterno
- 2007: Live at the Jazz Gallery

Met Daniel Freedman
- 2002: Daniel Freedman Trio
- 2012: Bamako by Bus
- 2016: Imagine That

Met Rashied Ali
- 1999: At the Vision Festival

Met Antonio Hart
- 1993: For Cannonball & Woody

- Bibsys: 8070462
- Bibliothèque nationale de France: cb141515952 (data)
- CiNii: DA16175466
- Gemeinsame Normdatei: 134849485
- International Standard Name Identifier: 0000 0000 5551 5360
- Library of Congress Control Number: no2007156778
- MusicBrainz: ea75d592-70c1-4d08-a0b5-a859ee576d78
- Nationale Bibliotheek van Israël: 987007307027705171
- Réseau des bibliothèques de Suisse occidentale: 02-A018568858
- Système universitaire de documentation: 188722866
- Virtual International Authority File: 31793110
- WorldCat: E39PBJcKHVkmfD3TVjTw3DgqcP